# Sweetognathus
Genre
Sweetognathus est un genre éteint de conodontes de l'ordre des ozarkodinides et de la famille des Sweetognathidae.
Le nom de genre est un hommage à Walter C. Sweet  (1927-2015), un paléontologue américain.

## Espèces
- †Sweetognathus asymmetrica
- †Sweetognathus expansus
- †Sweetognathus merrelli
- †Sweetognathus subsymmetricus
- †Sweetognathus whitei

## Stratigraphie
La fin de l'étage du Sakmarien, un étage du Permien, (et le début de l'Artinskien) est défini comme le moment de l'apparition stratigraphique de fossiles des espèces de conodontes Sweetognathus whitei et Mesogondolella bisselli.